# Sophie-Augusta de Holstein-Gottorp
Sophie-Augusta de Holstein-Gottorp, née au château de Gottorf le 5 décembre 1630 et morte à Coswig (Anhalt) le 12 décembre 1680, est la fille aînée de Frédéric III de Holstein-Gottorp et de Marie-Élisabeth de Saxe.

## Biographie
Après la mort de son mari survenue en 1667, elle devient régente de son fils mineur Charles-Guillaume, jusqu'à ce qu'il atteigne sa maturité en 1674.

## Mariage et descendance
Le 16 septembre 1649, elle épouse Jean VI d'Anhalt-Zerbst avec qui elle a quatorze enfants :
- Jean-Frédéric (11 octobre 1650 – 13 mars 1651) ;
- Georges-Rodolphe (8 septembre 1651 – 26 février 1652) ;
- Charles-Guillaume (16 octobre 1652 – 8 novembre 1718), prince d'Anhalt-Zerbst ;
- Antoine-Günther (11 janvier 1653 – 10 décembre 1714), prince d'Anhalt-Mühlingen ;
- Jean-Adolphe (2 décembre 1654 – 19 mars 1726) ;
- Jean-Louis (4 mai 1656 – 1er novembre 1704), prince d'Anhalt-Dornburg ;
- Joachim-Ernest (30 juillet 1657 – 4 juin 1658) ;
- Madeleine-Sophie (31 octobre 1658 – 30 mars 1659) ;
- Frédéric (11 juillet 1660 – 24 novembre 1660) ;
- Edwige-Marie-Éléonore (30 janvier 1662 – 30 juin 1662) ;
- Sophie-Augusta d'Anhalt-Zerbst (9 mars 1663 – 14 septembre 1694), épouse en 1685 le duc Jean-Ernest III de Saxe-Weimar ;
- une fille mort-née (12 février 1664) ;
- Albert (12 février 1665 – 12 février 1665) ;
- Auguste (23 août 1666 – 7 avril 1667).